# Wheatley (cráter)
Wheatley es un cráter de impacto en el planeta Venus de 674,8 km de diámetro en Asteria Regio. Lleva el nombre de Phillis Wheatley (1753-1784), primera escritora afroamericana estadounidense, y su nombre fue aprobado por la Unión Astronómica Internacional en 1994.